# Hồ Tharthar
Hồ Tharthar (hay Therthar), và trong tiếng Iraq là Buhayrat ath-Tharthar (tiếng Ả Rập: بحيرة الثرثار), là một hồ nước nằm cách phía bắc của Baghdad 120 km giữa hai con sông Tigris và Euphrates. Đây là hồ nước lớn nhất ở Iraq. Hồ có diện tích bề mặt từ 2.000 đến 2.500km2. Trước đó đây là một hồ chứa nước nhỏ có mực nước dao động theo mùa tùy thuộc vào các nhánh sông phía bắc, nhưng khi nhiều con đập được xây dựng nó trở thành một nguồn cung cấp nước tưới tiêu quan trọng.